# Joan Petit (cançó)
Joan Petit o Jan Petit, és una cançó infantil tradicional i una dansa infantil popular en l'àmbit de Catalunya i Occitània. La melodia occitana d'aquesta cançó, una mica diferent de la catalana, també es coneix al País Basc amb el nom d'Ipurdi dantza.
Segons Joan Amades, aquesta cançó joc o cançó ballada és coneguda i cantada per tota la serralada pirinenca i la seva popularitat arriba fins ben enllà de la costa atlàntica. També segons Amades, a principis del segle xx en alguns llocs es cantava per Carnestoltes amb una coreografia força eròtica, en la qual el terme "dit" podia ser interpretat en un sentit figurat.

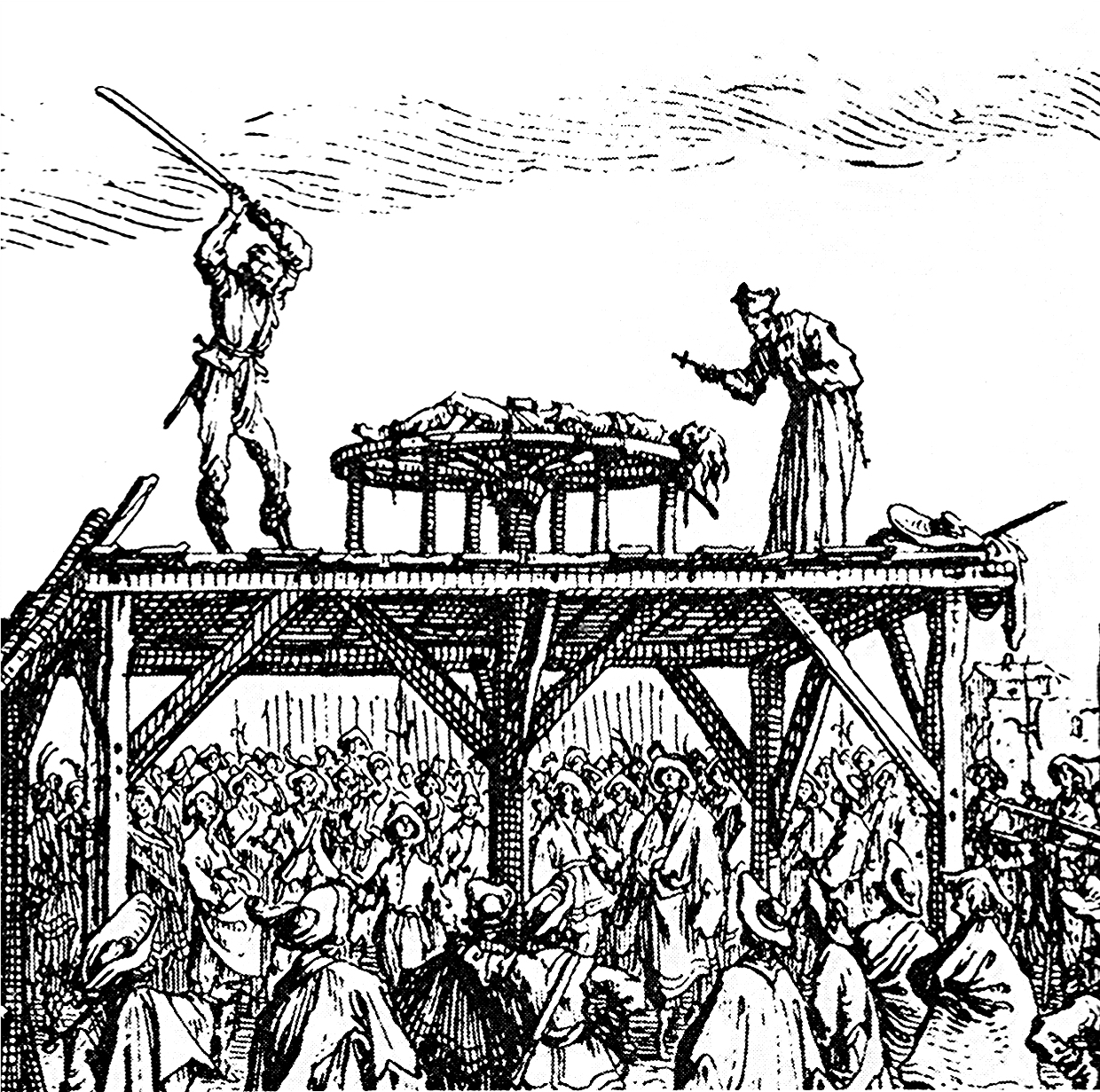
Suplici de la roda a Les Grandes Misères de la guerre, Jacques Callot, 1633

## Origen de la cançó
En Joan Petit és un personatge molt conegut a la història popular occitana. La cançó deu el seu origen a Joan Petit, un pagès occità que el 1643, a Vilafranca de Roergue, va capitanejar la Revolta dels Crocants de Roergue contra el rei de França Lluís XIV. Quan va ser capturat, va ser condemnat al suplici de la roda. La cançó infantil coneguda avui és el resultat de l'evolució d'aquesta història i és per aquesta raó que en la cançó se citen les diferents parts del cos, car la tortura de la roda mutilava progressivament el condemnat.
Si bé en la melodia catalana la lletra ha perdut pràcticament les connotacions que la van inspirar, a Occitània es continua utilitzant una lletra que recorda perfectament els fets en diferents versions.

## Lletra
| Català | Versió en Occità                                                                                                   |
| --- | --- |
| En Joan Petit quan balla, balla, balla, balla. En Joan Petit quan balla, balla amb el dit. Amb el dit, dit, dit: així balla en Joan Petit. En Joan Petit quan balla, balla, balla, balla. En Joan Petit quan balla, balla amb la mà. Amb la mà, mà, mà, amb el dit, dit, dit: així balla en Joan Petit. En Joan Petit quan balla, balla, balla, balla. En Joan Petit quan balla, balla amb el colze. Amb el colze, colze, colze, amb la mà, mà, mà, amb el dit, dit, dit: així balla en Joan Petit. Amb l'orella Amb el nas Amb el peu Amb el cap Amb la panxa Amb el cul | Joan Petit que dança! Per lo rei de França, Amb lo pè, pè, pè, Amb lo det, det, det Per lo rei dançava Joan Petit! |